# 沙棕
沙棕色，是一種顏色（英文：Sand Beige），是亮灰色之一，具有沙子的色彩。
三原色光模式RGB值為(230,295,195)、印刷四分色模式CMYK值為(0,15,15,10)、HSV色彩属性模式值為(0,15,90)。

## 参見
- 颜色列表